# 5923 Liedeke
Az 5923 Liedeke (ideiglenes jelöléssel 1992 WC8) a Naprendszer kisbolygóövében található aszteroida. A Spacewatch projekt keretében fedezték fel 1992. november 26-án.